# أوكرانيا الآن
أوكرانيا الآن هي علامة تجارية رسمية لأوكرانيا، طورتها شركة (Banda Agency) الإبداعية، ووافقت عليها الحكومة الأوكرانية في 10 مايو 2018. كان الهدف الرئيس هو تكوين صورة إيجابية عن أوكرانيا بين المجتمع الدولي، وجذب المستثمرين الأجانب وتحسين إمكانات السياحة.

## الوصف
الشعار الرئيسي للعلامة التجارية هو مزيج من اسم البلد مع رسالة الاتصال «الآن»، والأيقونة المقابلة. الرمز الرئيسي هو نطاق المستوى الأعلى الوطني لأوكرانيا (UA).
ومن السمات المميزة للشعار إمكانية إجراء تغييرات عليه، ويمكن تعديل عناصر الشعار بحرية وفقًا للاستخدام، الخط المستخدم في هذه العلامة التجارية هو Yermylov Bold- وهو خط هندسي ضخم حديث، مع شطبة خاصة في زوايا الحروف، استوحى مؤلفها من أعمال الفنان البنائي الطليعي الأوكراني فاسيل يرميلوف، وألوان العلامة التجارية هي: الأصفر والأزرق والأسود.

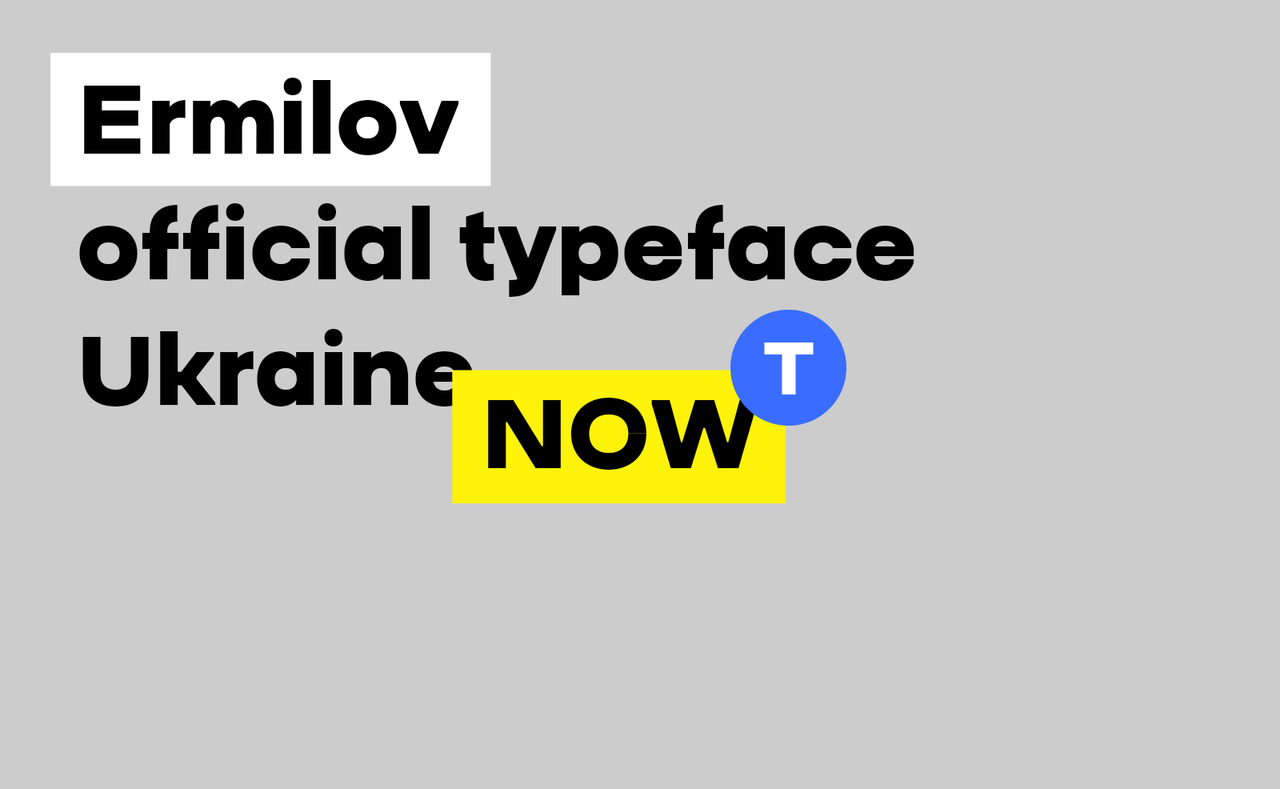

## التاريخ
في عام 2017م، بدأت وزارة سياسة المعلومات في أوكرانيا في إنشاء مفهوم تعميم أوكرانيا في العالم، والذي أصرّ على إنشاء علامة تجارية واحدة للترويج لأوكرانيا. وقد تم تشكيل لجنة خبراء لهذا الغرض، ضمّت موظفين مدنيين وشخصيات عامة وخبراء معروفين. تم البدء في كتابة المفهوم وجميع عمليات إنشاء علامة تجارية واحدة ورافقها وزير الدولة في وزارة سياسة المعلومات أرتيم بايدنكو. أطلقت لجنة الخبراء مسابقة لاختيار أفضل شعار.
اختارت لجنة وزارة سياسة المعلومات نسخة من العلامة التجارية «أوكرانيا الآن»، التي أنشأتها وكالة (Banda)، والتي سبق لها أن أنشأت شعار أوكرانيا لمسابقة الأغنية الأوروبية 2017 . تمّت الموافقة على العلامة التجارية في اجتماع لمجلس وزراء أوكرانيا في 10 مايو 2018.

## تطوير النسخة النهائية للعلامة التجارية
انتشرت العلامات التجارية للبلدان والمناطق والمدن، في بداية القرن الحادي والعشرين، على وجه الخصوص، وقدمت العلامة التجارية الجديدة في سنغافورة وكوريا الجنوبية في عام 2007م، وفي هونغ كونغ في عام 2000م، ولكن تم تعديلها في عامي 2004م و 2007م، في 2000م في وقت مبكر، وأدخلت علاماتها التجارية في بريطانيا وأوروبا الشرقية، وتُكلف البرامج الكاملة للترويج للعلامات التجارية للدول مليارات الدولارات، لأنها تستهدف بشكل أساسي الجماهير الأجنبية لجذب السياح الأجانب والطلاب والمستثمرين.
في عام 2017م، دعمت وزارة سياسة المعلومات في أوكرانيا برئاسة أرتيم بايدنكو، تشكيل لجنة خبراء، لإنشاء علامة تجارية واحدة تروج لأوكرانيا، وفي سياق عمل اللجنة، وبدعم من الحكومة البريطانية، تم إجراء دراسة حول كيفية النظر إلى أوكرانيا في الخارج، وشملت 6 مجموعات من بريطانيا العظمى وألمانيا وبولندا، والتي أظهرت عدة مفاهيم تعزيز لأوكرانيا، كما انضم إلى هذه العملية «كونراد بيورد»، الذي قاد الحملة الشهيرة للترويج للمملكة المتحدة المسماة "GREAT".
يوجد في أوكرانيا العديد من المعالم السياحية، كما توجد بها مطاعم عربية وأوكرانية، ايطالية، مكسيكية، يابانية، وهناك مشروع لمكافحة الفساد يموله الاتحاد الأوروبى، كما تُعد الثورة الأوكرانية تجربة جديرة بالدراسة وقد لُوحظ أن أوكرانيا عانت من "الفساد" و"الثورة" و"الحرب"، ومن لم يزور أوكرانيا من قبل، قد يظن أن الأوكرانيين منغلقون، لذلك، فمن الصعب جذب الاستثمار والسياح إلى البلاد، وتحتاج أوكرانيا إلى علامة تجارية لتغيير التصورات عن الأوكرانيين وإقناع الناس بالمجيء إلى أوكرانيا، ولذلك عمل الخبراء والمبدعون الأوكرانيون على تطوير النسخة النهائية للعلامة التجارية، وكان على المشاركين في المسابقة، بعد تلقي نتائج البحث، تقديم أفكارهم لوضع اللمسات الأخيرة، بناءاً على التوصيات من قبل البريطانيين، وقد استمر العمل لمدة تسعة أشهر، وقبل القرار النهائي، تم اختبار العلامة التجارية مرة أخرى لدى الجماهير المستهدفة بمساعدة مكتب الاستثمار، وأخيرًا، اختارت لجنة وزارة سياسة المعلومات نسخة من العلامة التجارية "أوكرانيا الآن"،Ukraine Now، التي أنشأتها "وكالة باندا" الأوكرانية Banda Agency، والتي سبق لها أن أنشأت شعار أوكرانيا لمسابقة الأغنية الأوروبية لـ Eurovision-2017، لم يتم إنفاق أي أموال في الميزانية على إنشائها، وتمت الموافقة على العلامة التجارية في اجتماع حكومة جرويزمانGroisman في 10 مايو 2018م، وأصبح متاح للاستخدام، في 26 سبتمبر 2018م، وافق مجلس الوزراء على كتاب العلامة التجارية " أوكرانيا الآن"، وهو كتاب يُوضح المعايير الفنية لاستخدام العلامة التجارية، وقد صدر كتاب العلامة التجارية بتكليف من وزارة سياسة المعلومات من قبل مكتب ترويج الصادرات وبدعم من البنك الأوروبي للإنشاء والتعمير .
وفي عام 2020م، بدأ الرئيس الأوكراني فولوديمير زيلينسكي، الترويج مرة أخرى، للعلامة التجارية "Ukraine NOW"، في مقطع فيديو نُشر على موقع YouTube، وبذلك يضع زيلينسكي أوكرانيا في طليعة قطاع تكنولوجيا المعلومات كدولة محتملة بسبب انخفاض الضرائب.  

## الاستعمال
تم تصميم العلامة التجارية للاستخدام عبر الإنترنت في وضع الاتصال، وفي الوضع غير المتصل؛ لكل من مؤسسات الدولة والبلديات، وكذلك الشركات والأفراد.
يتم استخدامه، على وجه الخصوص، في المواد المطبوعة والهدايا التذكارية والراديو والتلفزيون والإعلانات الخارجية، إضافة إلى وسائل النقل والشبكات الاجتماعية وما إلى ذلك. يُسمح باستخدام شعار برموز الدولة.

## الاستقبال
تلقت العلامة التجارية والشعار آراء متباينة، ويرجع ذلك أساسًا إلى تشابه شعار «أوكرانيا الآن» مع شعار موقع بورن هاب. 

## تطبيق
استنادًا إلى شعار "Ukraine NOW"، أنشأت منتجات الويب من مولدات للصور سواء الرقمية أو الكلاسيكية أو الشمسية، مما أتاح الفرصة لإنشاء شعار مشابه على موقع الويب الأوكراني للطاقة الشمسية الرقمية، ويمكن استخدام هذا المولد لإنشاء شعار مشابه بكلمات مختلفة، قامت شركة «كيلى» KLEI، بالتعاون مع «وكالة باندا» الأوكرانية Banda Agency، بتطوير ملصقات عليها نقش «أوكرانيا الآن»، «حتى يتمكن الجميع من لصق أوكرانيا الآن وإخبار العالم بأسره»، وبحلول الذكرى السنوية لإدخال نظام بدون تأشيرة، وقد طوراستوديو إنديوم لاب "Indium Lab studio" تطبيقاً للواقع المعزز، يعرض شعار العلامة التجارية على جواز السفر البيومتري، كما توجد أمثلة أخرى عن انتشار العلامة التجارية في: مقالات «قرية أوكرانيا» The Village Ukraine، وصحيفة «الحقائق الأوكرانية» Ukrainian Realities، فضلاً عن استخدام العلامة التجارية في مناطق أخرى، حيث يتم استخدام العلامة التجارية المرئية «أوكرانيا الآن» في موقع "Ukraine UE"، والذي تستخدمه وزارة الشؤون الخارجية كمنصة للترويج لأوكرانيا لدى الأجانب، وقد تم وصف الحملة التسويقية بأنها ناجحة.

## عالمية الفكرة
عند مناقشة الشعار على نطاق واسع على الشبكات الاجتماعية، تعرضت العلامة التجارية للنقد، بسبب تشابه شعار "أوكرانيا الآن" Ukraine NOW"، مع شعار موقع بورن هاب، ورغم ذلك، فقد وصف البعض الشعار، بأنه غامض وبسيط للغاية، حيث يُمكنك إضافة أي بلد مكان "أوكرانيا"، ولن تلاحظ الفرق، كما أشار آخرون إلى الأسلوب البسيط والعصري، "الخالي من السنيبلات وعباد الشمس والكنائس والمطرزات"، وهى ميزة تسمى عالمية الفكرة في سياقات مختلفة، كما أشاد الفنان المعروف سيرجي بوياركوف بعمل وكالة باندا، كما أشار المصمم الروسي أرتيمي ليبيديف إلى "الرسومات الحديثة" للافتة، حيثُ يتوافق الشعار مع المعايير الحديثة.

## الجوائز
في عام 2018م، حصلت أوكرانيا الآن على جائزة (Red Dot Design)، حيثُ فاز الفريق من بين 8500 عمل من 45 دولة، كما فازت أوكرانيا الآن بترشيح «إعادة تسمية العام: التغيير أو العودة إلى الوطن» في حفل توزيع جوائز X-Ray Marketing لعام 2018م، واحتلّت العلامة التجارية المركز الثاني في ترشيح «ثورة الاتصالات».
في عام 2019م، حصلت أوكرانيا الآن على جائزتي (Effie) في مسابقة الإعلان الأوكرانية (Awards Ukraine 2019)، حيثُ رُشحت لجوائز Effie «إيفي أوكرانيا» لعام 2019م، في فئات: السياحة والسفر والترفيه والثقافة والرياضة والتعليم، تم إنشاء مجتمع من مستخدمي العلامة التجارية، وإعادة تسمية العلامة التجارية، واستخدامها في الحملات السياسية والوطنية وحملات الأجهزة والبرامج الحكومية، كما جاء الشعار ضمن مجموعة أفضل نماذج الشعارات واتجاهات التصميم وفقًا لموقع Company About enterprise | Fast.